# قاي باك
قاي باك (بالفرنسية: Guy Back)‏ هو لاعب كرة قدم لوكسمبورغي، ولد في 7 ديسمبر 1959.

## وصلات خارجية
- قاي باك على موقع قاعدة بيانات كرة القدم.إي يو (الإنجليزية)